# Tephrina dataria
Tephrina dataria là một loài bướm đêm trong họ Geometridae.